# ファグルスキンナ
ファグルスキンナ（古ノルド語: Fagrskinna）とは、1220年頃に書かれた、王のサガの一つである。この題は元々、このサガが収められていた写本の名前であり、「新鮮な皮」転じて「新鮮な羊皮紙」を意味した。このファグルスキンナと呼ばれた写本は焼失したが、写本の写しと、また別の犢皮紙写本が現存している。スノッリ・ストゥルルソンが『ヘイムスクリングラ』を著すにあたり直接の資料として用いたことから、王のサガの中でも中心的な文書とされている。主にノルウェーの歴史が自国語で書かれており、時代は9世紀から12世紀、ハールヴダン黒王の業績からレーの戦い（1177年）までが記述されている。また、数多くのスカルド詩が引用されており、この書のみに残されているものもある。戦の記述に大きな比重が置かれており、例えばヒョルンガヴァーグの戦いやスヴォルドの海戦などがそうである。この書はノルウェーで、アイスランド人あるいはノルウェー人によって書かれたと考えられている。
スカルド詩や口承を除いても、この著者は数多くの既存の王のサガを利用している。以下は、ファグルスキンナの出典としてほぼ確実ではないか提案されている文書のリストである。
1. 今では失われてしまった、アイスランドの僧セームンド・シグフースソン（英語版）の著作（1056-1133年）
2. 『Ágrip af Nóregs konunga sögum』の逸失した版（1190年頃）
3. 逸失した、最初期のノルウェー王たちに関する総観的な著作（1200-1220年頃）
4. 『ヨームのヴァイキングのサガ（英語版）』の逸失した版（1200年頃）
5. 『Hlaðajarla saga』（1200年頃）
6. オッド・スノッラソン（英語版）の『オーラヴ・トリュッグヴァソン王のサガ』（1190年頃）
7. 『オーラヴ聖王のサガ』の逸失した版
8. 『クヌート大王のサガ (Knúts saga ríka)』（1200年以降）
9. 『モルキンスキンナ』（1220年頃）
10. 逸失した、『Hryggjarstykki』（1150年頃）

## 校訂版・翻訳
- Bjarni Einarsson (ed.). Ágrip af Nóregskonungasogum: Fagrskinna – Nóregs konunga tal. Reykjavik, 1984.
- Jónsson, Finnur (ed.). Fagrskinna. Nóregs Kononga Tal. Copenhagen, 1902-3. PDF available from septentrionalia.net
- Munch, P.A. and C.R. Unger (eds.). Fagrskinna. Kortfattet Norsk Konge-saga. Christiania, 1847. Scans available from sagnanet.is
- Finlay, Alison (tr.). Fagrskinna: A Catalogue of the Kings of Norway. Leiden: Brill Academic Publishers, 2004. [Based primarily on Einarsson’s 1984 edition] ISBN 90-04-13172-8

## 二次資料
- Haraldsdóttir, Kolbrún. "Fagrskinna." In: Reallexikon der Germanischen Altertumskunde vol. 8. Berlin, 1994. 142-51. ISBN 3-11-016858-8
- Ehrhardt, H. "Fagrskinna." In: Lexikon des Mittelalters vol. 4 München. Zürich, 1989.
- Jakobsen, Alfred and Jan Ragnar Hagland. Fagrskinna-studier. Trondheim, 1980. ISBN 82-519-0366-1
- Jakobsen, Alfred. "Om Fagrskinna-forfatteren." Arkiv för nordisk filologi 85 (1970). 88–124.
- Halvorsen, Eyvind Fjeld. "Fagrskinna." In: Kulturhistorisk leksikon for nordisk middelalder vol. 4, Kopenhagen 1959.